# Bertrand Dicale
Bertrand Dicale, né le 27 septembre 1963, est un journaliste français, spécialiste de la chanson française.

## Biographie
Bertrand Dicale est né en 1963 d'un père guadeloupéen et d'une mère auvergnate.
Ce diplômé de l'Institut d'études politiques de Paris et du Centre de formation des journalistes se spécialise dans les musiques populaires et notamment la chanson française, d'une part comme journaliste de presse écrite (longtemps au Figaro, ainsi que dans diverses publications spécialisées comme Le Monde de la musique, Historia ou Chorus-Les Cahiers de la chanson), de radio (avec les chroniques « Ces chansons qui font l'actu » sur France Info ou « Les Grands Macabres » sur France Musique, ou au Fou du Roi sur France Inter) et de télévision (notamment deux documentaires sur Juliette Gréco, ou l'écriture de La Vie secrète des chansons présenté par André Manoukian sur France 3), et d'autre part comme auteur d'ouvrages dans le domaine de la culture populaire,,,,.
Depuis janvier 2017, il est directeur général du média numérique d'information News Tank Culture, consacré à l'économie et aux politiques de la culture.
Plaidant aussi dans son ouvrage de 2011, Maudits métis, pour un brassage des civilisations (« Présent serein et avenir radieux, cette France métisse ne manque jamais de nous parler de sa richesse, des bienfaits qu'elle trouve à sa diversité, des bénédictions de sa complexité généalogique », explique-t-il, tout en montrant la difficulté d'être métis en France), il est depuis 2019, membre du Conseil d'orientation de la Fondation pour la mémoire de l'esclavage. Faisant le lien avec sa passion pour la chanson, il indique ainsi sur ce sujet de l'esclavage : « Dans la culture populaire comme dans l’historiographie des programmes scolaires, l’esclavage reste longtemps un point aveugle de la conscience collective. Et cela d’autant plus que la chanson va perpétuer longtemps clichés et préjugés hérités de l’esprit du Code Noir ».

## Œuvres

### Écrit seul

#### Biographies, rétrospectives
- Gréco, les vies d'une chanteuse, (JC Lattès, 2001)  (ISBN 2-7096-2102-9) ; Grand livre du mois  (ISBN 2-7028-6818-5)
- Gainsbourg en dix leçons, (Fayard, 2009 (ISBN 978-2-213-64287-1) ; Succès du livre, 2009)  (ISBN 978-2-7382-2547-4) ; Pocket, 2009)  (ISBN 978-2-266-19844-8)
- Louis de Funès, grimaces et gloire, (Grasset, 2009)  (ISBN 978-2-246-63661-8)[10]
- Juliette Gréco, l'invention de la femme libre, (Textuel, 2009)  (ISBN 978-2-84597-338-1)
- Brassens ?, (Flammarion - Collection POPCulture, 2011)  (ISBN 978-2-08-125222-6)
- Juliette Gréco, une vie en liberté, (Perrin, 2011)  (ISBN 978-2-262-03397-2)
- Cheikh Raymond, une histoire algérienne, (First, 2011)  (ISBN 2754022333)
- Louis de Funès de A à Z, (Tana, 2012 et Gründ, 2020)  (ISBN 978-2-84567-785-2)
- Jean Yanne à rebrousse-poil, (First, 2012)  (ISBN 978-275-4017220)
- Tout Gainsbourg, (Jungle Doc, 2016 puis Gründ, 2021)  (ISBN 978-2-822213288)
- Tout Aznavour, (First, 2017)  (ISBN 978-241-2035313)
- Louis de Funès de A à Z, (Gründ, 2020)   (ISBN 978-241-2035313)
- Tryo, chants des possibles (GM éditions, 2021)  (ISBN 978-232-4026010)[11]
- Elvis, une folle Amérique (GM éditions, 2022)  (ISBN 978-2377971015)

#### Autres thèmes
- La Chanson française pour les nuls, (First Éditions, 2006)  (ISBN 2-7540-0287-1)
- L'Extravagante épopée du Printemps de Bourges, (Hugo image : le Printemps de Bourges, 2007)  (ISBN 978-2-7556-0126-8)
- Les Miscellanées de la chanson française, (Fetjaine, 2010)  (ISBN 978-2-354-25297-7)
- Ces chansons qui font l'histoire, (Textuel/France Info, 2010)  (ISBN 978-2-84597-394-7)
- Maudits métis, (JC Lattès, 2011)  (ISBN 978-2-7096-3319-2)[8]
- Les chansons qui ont tout changé, (Fayard/France Info, 2011)  (ISBN 978-2-213-66291-6)
- Les Années 80 pour les Nuls, (First, 2013)  (ISBN 978-2-7540-1723-7)
- La Fleur au fusil, 14-18 en chansons, (Acropole/France Info-France Bleu, 2014)  (ISBN 978-2-735-70385-2)
- Dictionnaire amoureux de la chanson française, (Plon, 2016)  (ISBN 978-2-259-22996-8)[4],[6] et édition de poche (Plon, 2023)  (ISBN 978-2-259-31634-7)
- Dictionnaire amoureux de la chanson québécoise, (Plon, 2016)  (ISBN 9782259251433)
- Ni noires, ni blanches, histoire des musiques créoles, (La Rue Musicale - Philharmonie de Paris, 2017)  (ISBN 9791094642160)
- La BO de votre vie (First, 2018)  (ISBN 9782412033753)
- Golf Drouot - 25 ans de rock en France (Gründ, 2019)  (ISBN 9782324022791 et 9782412033753)
- C'est une chanson qui nous ressemble - succès mondiaux des musiques populaires francophones", (Éditions du Patrimoine, 2024)  (ISBN 9782757709733)

### En collaboration
- Claude Askolovitch et Bertrand Dicale, Chemin faisant, entretien avec le Grand-Rabbin Joseph Sitruk, (Flammarion, 1997)  (ISBN 2-08-067218-5)
- Denis Demonpion, Bertrand Dicale et Jacques Layani, Amoureuse et rebelle : histoires d'amour et lettres inédites de Arletty, Édith Piaf, Albertine Sarrazin - Collection Anne-Marie Springer, éditées et commentées, (Textuel, 2008)  (ISBN 978-2-84597-310-7)
- Anne Gonon et Bertrand Dicale, Oposito, l'art de la tribulation urbaine, (L'Entretemps, 2009)  (ISBN 978-2-35539-105-7)
- Lise Lévitzky avec Bertrand Dicale, Lise et Lulu, (First, 2010)  (ISBN 978-2-7540-1724-4) ; (Succès du livre, 2010)  (ISBN 978-2-7382-2671-6)
- Pascal Nègre, en collaboration avec Bertrand Dicale, Sans contrefaçon, (Fayard, 2010)  (ISBN 978-2-7540-1724-4)
- Bertrand Dicale, photos d'Hervé Tardy, New York en 50 chansons, (Tana, 2012)  (ISBN 978-2-84567-788-3)
- Bertrand Dicale, photos de Carène Souhy, Paris en 50 chansons, (Tana, 2012)  (ISBN 978-2-84567-789-0)
- Daniel Darc, entretiens avec Bertrand Dicale, Tout est permis, mais tout n'est pas utile, (Fayard, 2013)  (ISBN 978-2-213-67185-7)
- Enrico Macias, en collaboration avec Bertrand Dicale, L'Envers du ciel bleu, (Le Cherche-Midi, 2015)  (ISBN 978-2-749106458)
- Bertrand Dicale et Anne-Sophie Mercier, Serge Reggiani, la nostalgie est toujours ce qu'elle était, (L'Observatoire, 2022)  (ISBN 979-10-329-2259-0)
- Bertrand Dicale et Michel Peraldi, Générik Vapeur, 40 ans de théâtre de rue, (coll. " Domaines ", éd. Deuxième époque, Montpellier, 2023).

### Notices de CD
- Juliette Gréco : L'Éternel féminin (Universal Music/Mercury/Philips, 21 CD, 2003)  (EAN 0602498004265)
- Cristina Branco : Kronos (Universal Music, 2009)  (EAN 0602527633879)
- Roberto Alagna en duo avec Jean Reno, Arielle Dombasle et Elie Semoun : Hommage à Luis Mariano (Universal Music/Polydor, 2010)  (EAN 0600753271636)
- Alireza Ghorbani, Dorsaf Hamdani : Ivresses, le sacre de Khayyam (Accords Croisés, 2011)  (EAN 0794881998524)
- Roberto Alagna : Pasión (Universal Music, 2011)  (EAN 0028947646037)
- Stanislas : Top Hat (Universal Music, 2011)  (EAN 0602527816128)
- Cheikh Raymond : Enregistrements originaux, 1937-1961 (Universal Music, 3 CD, 2011)  (EAN 0602527832241)
- Alain Souchon : À cause d'elles (EMI, 2011)  (EAN 5099973066422)
- The Puppini Sisters : Hollywood (Universal Music, 2011)  (EAN 0602527815510)
- Houria Aichi : Renayate (Accords Croisés, 2012)  (EAN 3149028033526)
- Nishtiman Project : Kurdistan (Accords Croisés, 2013) (ASIN B00F2N3M7S)
- Alain Bashung : Fantaisie Militaire - édition limitée 3 CD (Universal Music, 2014)  (EAN 0602537965625)
- Dorsaf Hamdani : Barbara-Fairouz (Accords Croisés, 2014)  (EAN 3149028063226)
- Maria Berasarte : Aguaenlaboca (Accords Croisés, 2014)  (EAN 3149028048322)
- Charles Aznavour : Anthologie - édition limitée 60 CD (Universal Music, 2014)  (EAN 0602537923182)
- Georges Brassens : Le temps ne fait rien à l'affaire (intégrale 19 CD, Universal Music, 2015)  (ASIN B013XHKHIQ)
- Cyril Mokaiesh, Giovanni Mirabassi : Naufragés (livre-disque, Sony Music, 2015)  (EAN 0888751106222)
- Serge Gainsbourg : Live - Casino de Paris 1985 (coffret anniversaire 2 CD + 1 DVD, Universal Music, 2015)  (EAN 0602547469915)
- Manitas de Plata : The Gipsy Legend (9 CD, Universal Music, 2015) (ASIN B00UNS8OFC)
- Nishtiman Project : Kobané (Accords Croisés, 2016)  (ASIN B01LXP3TYD)
- Serge Gainsbourg : London Paris 1963-1971 (Universal Music, 2016) (ASIN B01AOQDBVO)
- Raymond Devos : Des mots pour le rire (9 CD et 4 DVD, Universal Music, 2016) (ASIN B01AKDZSZI)
- Jacques Prévert : Anthologie 40e anniversaire (13 CD, Universal Music, 2017) (ASIN B075VSRMC7)
- Erick Cosaque : Chinal Ka, 1973-1995 (Heavenly Sweetness, 2019) (ASIN B07YMGJL96)
- André Popp : La musique m'aime (coffret 6 CD, Universal Music, 2019) (ASIN B07ZBMZXVP)
- Guy Béart : Les Couleurs du temps (intégrale 20 CD, Universal Music, 2020) (ASIN B088N4XZQW)
- Daniel Balavoine : L'Intégrale (intégrale 16 CD, Universal Music, 2020)  (EAN 0600753917350)
- Rusan Filiztek : Sans souci (Accords Croisés, 2021) (ASIN B09B1DNX9C)
- Keyvan Chemirani : Hâl, ballades amoureuses (Alpha, 2021) (ASIN B09BL94W4V)
- Duoud : Menshen (Accords Croisés, 2022) (ASIN B08J1WGZH8)
- Nishtiman : Nowruz (Accords Croisés, 2022) (ASIN B0B75KBFRT)
- Jacques Brel, Georges Brassens : Les Voisins magnifiques (coffret 5 CD, Universal Music, 2023) (ASIN B0CCW5G3VP)
- Nicoletta : L'Intégrale (intégrale 16 CD, Universal Music, 2024)  (ASIN B0CVLGZ2GH)

## Expositions
- Vos tubes de l'été 1960-2000 du 29 juin 2019 au 5 janvier 2020 au Mupop : co-commissariat[12].
- C'est une chanson qui nous ressemble - Succès mondiaux des musiques populaires francophones du 19 juin 2024 au 5 janvier 2025 à la Cité internationale de la langue française : commissariat[13].
- Le monde d'après - 1944-1954, des lendemains qui chantent ? du 6 mai 2025 au 16 novembre 2025 au Musée d'Aquitaine : sélection des chansons[14].